# カリバ (小惑星)
カリバ (1676 Kariba) は、小惑星帯に位置する小惑星。
1939年、シリル・ジャクソンが南アフリカ連邦（現在の南アフリカ共和国）のヨハネスブルグで発見した。

## 名称
アフリカ大陸のザンビアとジンバブエの国境にあるカリバ湖に因む。カリバ湖は、1963年に完成したカリバダムによって誕生した人造湖である。
命名は1980年2月の小惑星回報で公表された。同時に、1930年代にジャクソンが発見した小惑星のうち16個（共同発見1個を含む）に対して、アフリカの地名に因んだ命名が行われている。ザンビアの都市に因んだ (1634) ンドラ のほか、ケニアを流れる川からとられた (1641) タナ、南アフリカを流れる川による (2066) パララ などである。